# Балламор
Балламор (англ. Ballaghmore; ирл. An Bealach Mór) — деревня в Ирландии, находится в графстве Лиишь (провинция Ленстер) на юго-западе от Порт-Лиише. Замок Балламор, местная достопримечательность, украшен шила-на-гиг.